# Sankin kōtai

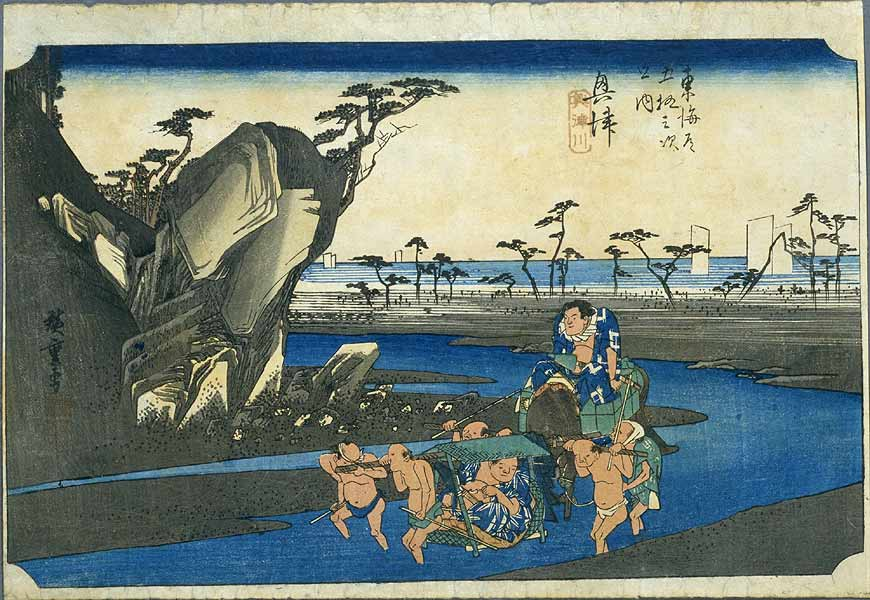
ett resesällskap

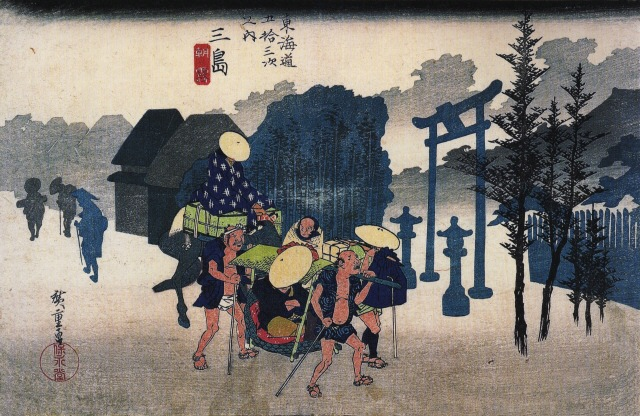
en daimyō gyōretsu

Sankin kōtai (japanska  (参勤交代?) Sankin kōtai "regelbunden närvaro") var en form av administrativt regelverk under Edoperioden i Japan.

## Regelverket
Regelverkets syfte var att kontrollera Japans länsherrar (大名, daimyō) och deras förehavanden. Inbördeskrigen under Sengokuperioden hade splittrad landet och minskad shōgunens makt avsevärt. Landet var nu delad i fristående förläningar (藩, han) som styrdes av en daimyō.
De centrala inslagen i regelverket var:
- Regelbunden närvaro

Varje daimyō skulle tillbringa en tidsperiod (i regel minst några månader) i shogunens huvudstad Edo.
- Dubbla residenser

Varje daimyō skulle även ha en egen residens i Edo förutom den i sitt hemlän. Hans familj var tvungen till permanent boende i Edoresidensen (1) för att därmed kunna användas av shogunen som påtryckningsmedel.
- Regelbunden visitresa

Vid varje visitresa (kallad 大名行列 daimyō gyōretsu) en daimyō gjorde till och från Edo skulle ett antal av hans samurajer medfölja, antalet var beroende på länets storlek. Dessa samurajer kunde vid behov även användas av shogunen.
Genom dessa regler hade shogunen i stort total kontroll över alla länsherrar, reglerna innebar i praktiken stora kostnader för länsherrarna och krävde mycket av deras tid.

## Historia
Under 1500-talet inrättades förläningar (藩, han) av Toyotomi Hideyoshi under ledning av en daimyō som hade givit ett trohetslöfte till shogunen.
I slutet på Ashikagaperioden efter Ouninkriget åren 1467 till 1477 hade dock shogunatet i stort helt förlorat sin makt och Ashikagaperioden övergick i Sengokuperioden. Först 1603 lyckades Tokugawa Ieyasu, den förste shogunen av Tokugawaklanen, att återskapa makten och återförena landet. Samtidigt infördes Sankin kōtai som praxis och byggandet av Gokaido (dåtidens 5 stora färdleder) påbörjades där Tōkaidōn mellan Kyoto och Edo blev den mest använda vägen.
1634 upphöjdes praxisen till lag (2) av hans ättling Tokugawa Ietsuna, den tredje shogunen. Lagen kom att gälla ända fram till 1862 kort före Meijirestaurationen.
Visitresorna bidrog till att shukubas (rastplatser) längs färdlederna sakteligen växte fram till små byar.
Personer och händelser under visitresorna blev även en inspirationskälla för dåtidens kultur och många motiv och händelser blev till konstverk i Ukiyo-e-genren och till pjäser inom Kabuki- och Bunrakuteatern.